# Thác

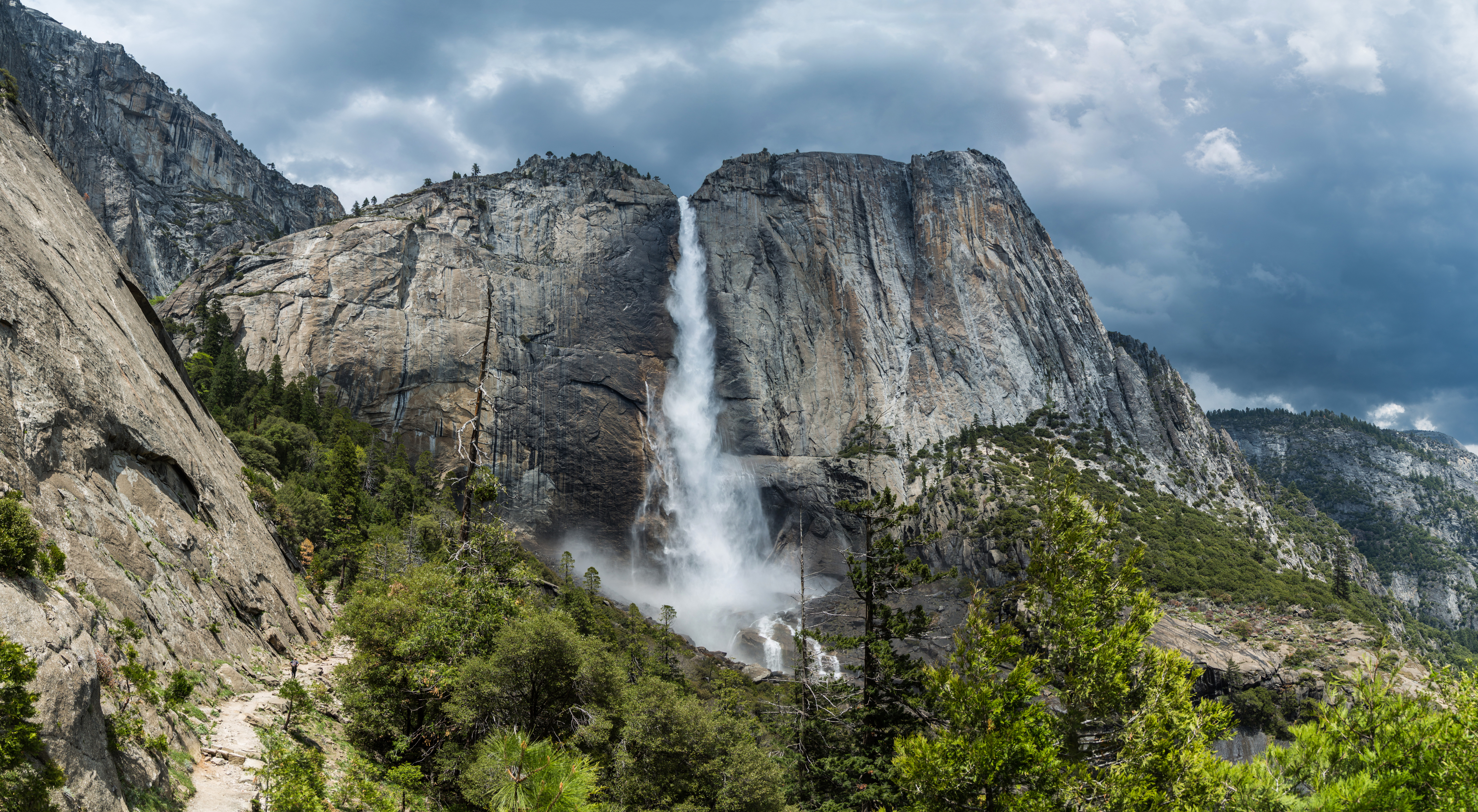
Thác Yosemite

Thác nước là chỗ dòng suối, dòng sông có nước chảy từ trên cao xuống dưới thấp, với góc nghiêng lớn, tốc độ nước chảy xiết, có thể tạo ra sóng nước và xoáy nước.

## Sự hình thành và cấu tạo hổng bít nửa

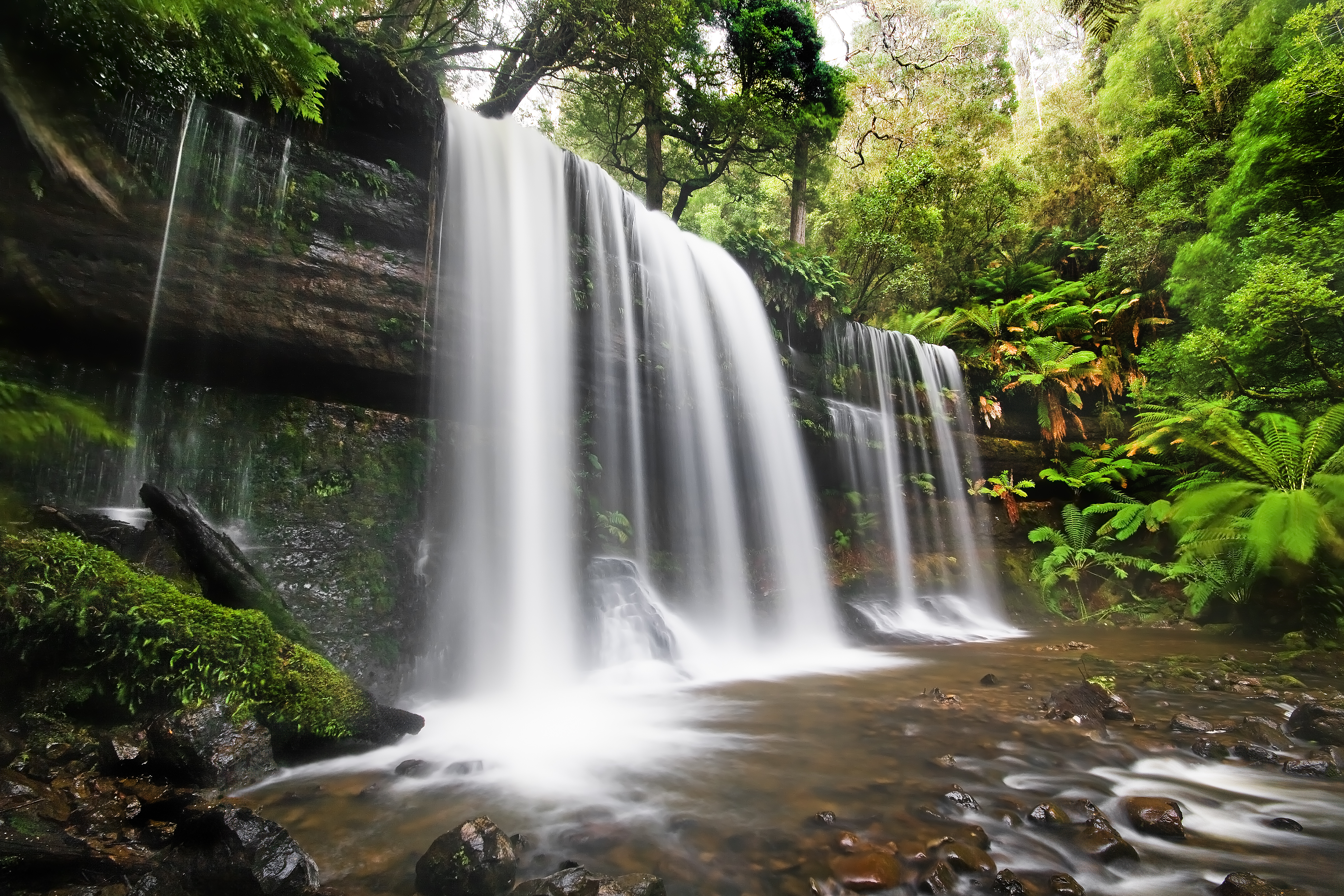
Thác Russell, vườn quốc gia Mount Field, Úc

## Những loại thác nước
- Thác nhiều tầng.

Loại Thác nước này có dòng nước lớn chảy qua nhiều bậc, tầng đá liên tiếp nhau.
- Thác nước lớn.

Những thác nước khổng lồ, do những dòng sông lớn tạo nên khi chảy qua vùng địa hình phức tạp.

## Những thác nước lớn

### Thác nước ở Việt Nam
Cũng như các nước phát triển và các nước đang phát triển khác trên thế giới, các thác nước lớn ở Việt Nam được vận dụng làm nguồn năng lượng chạy các nhà máy thủy điện.

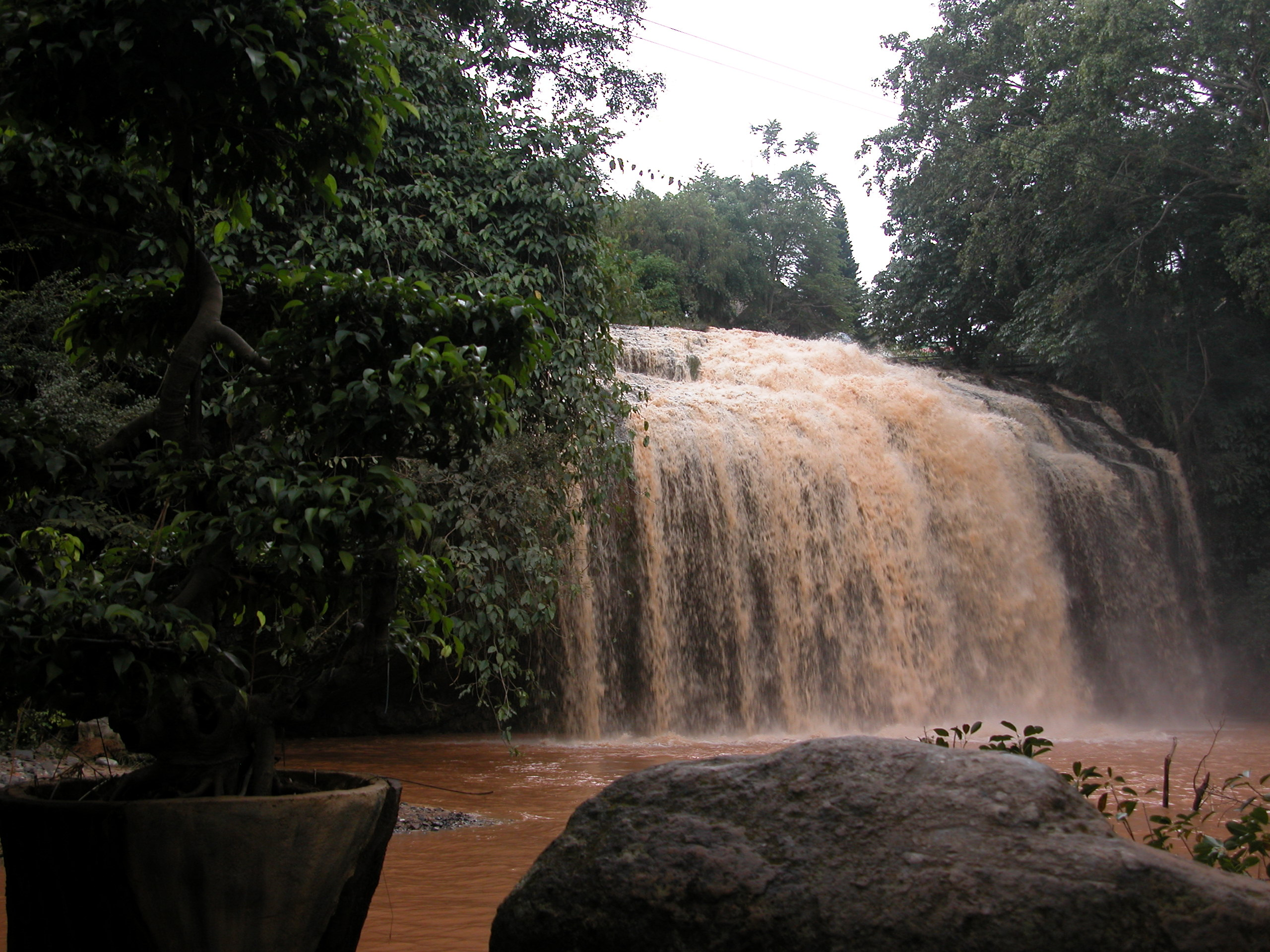
Thác Prenn
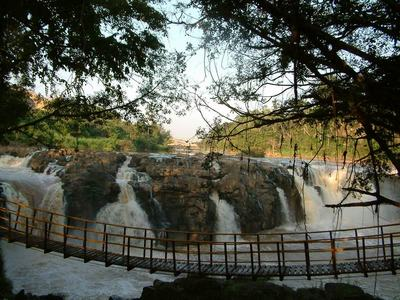
Thác Gia Long
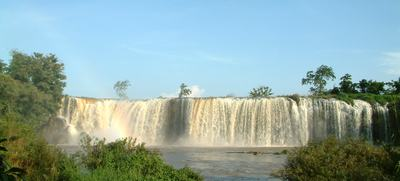
Thác Đray Sáp
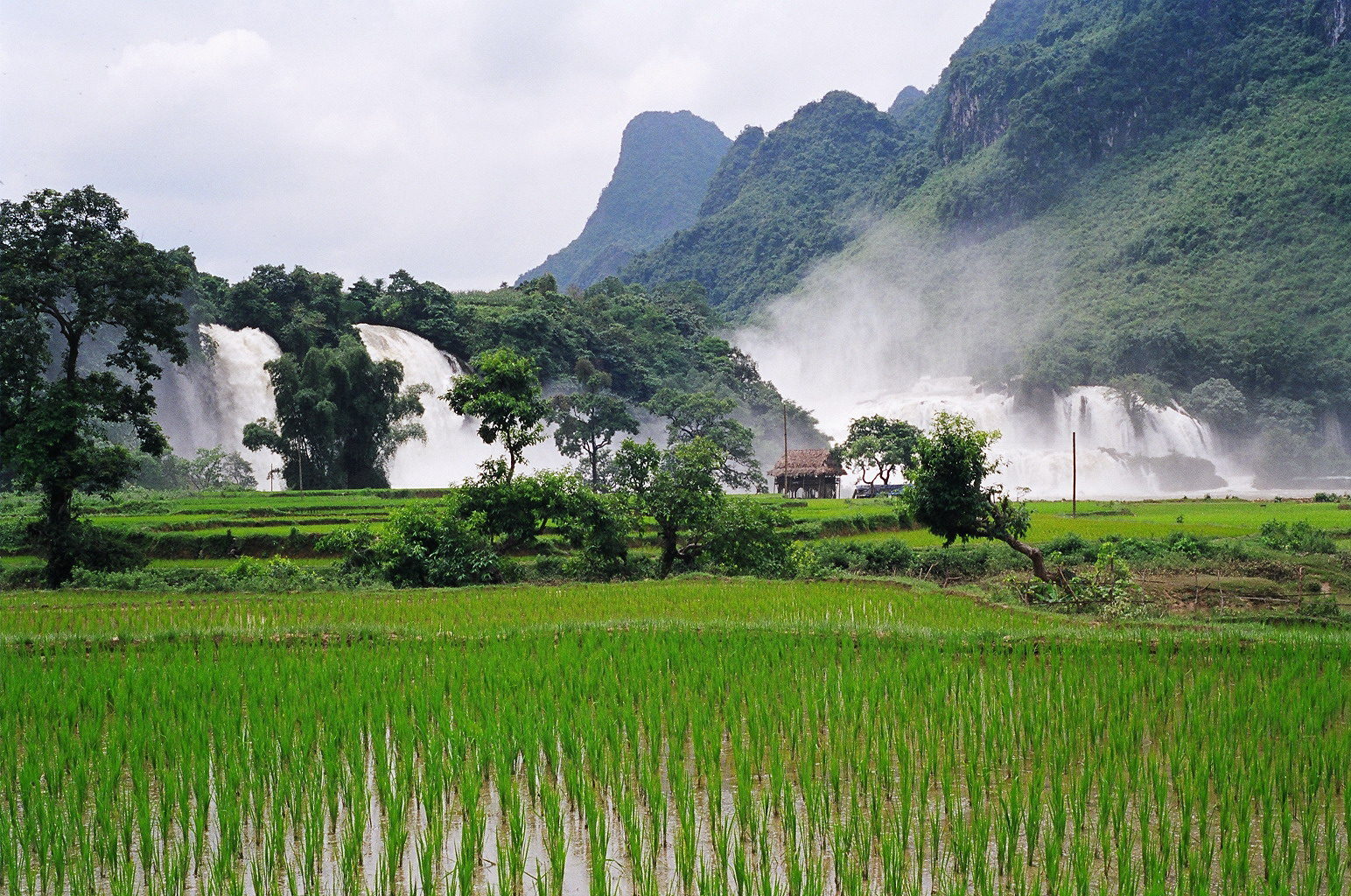
Thác Bản Giốc

## Hình ảnh

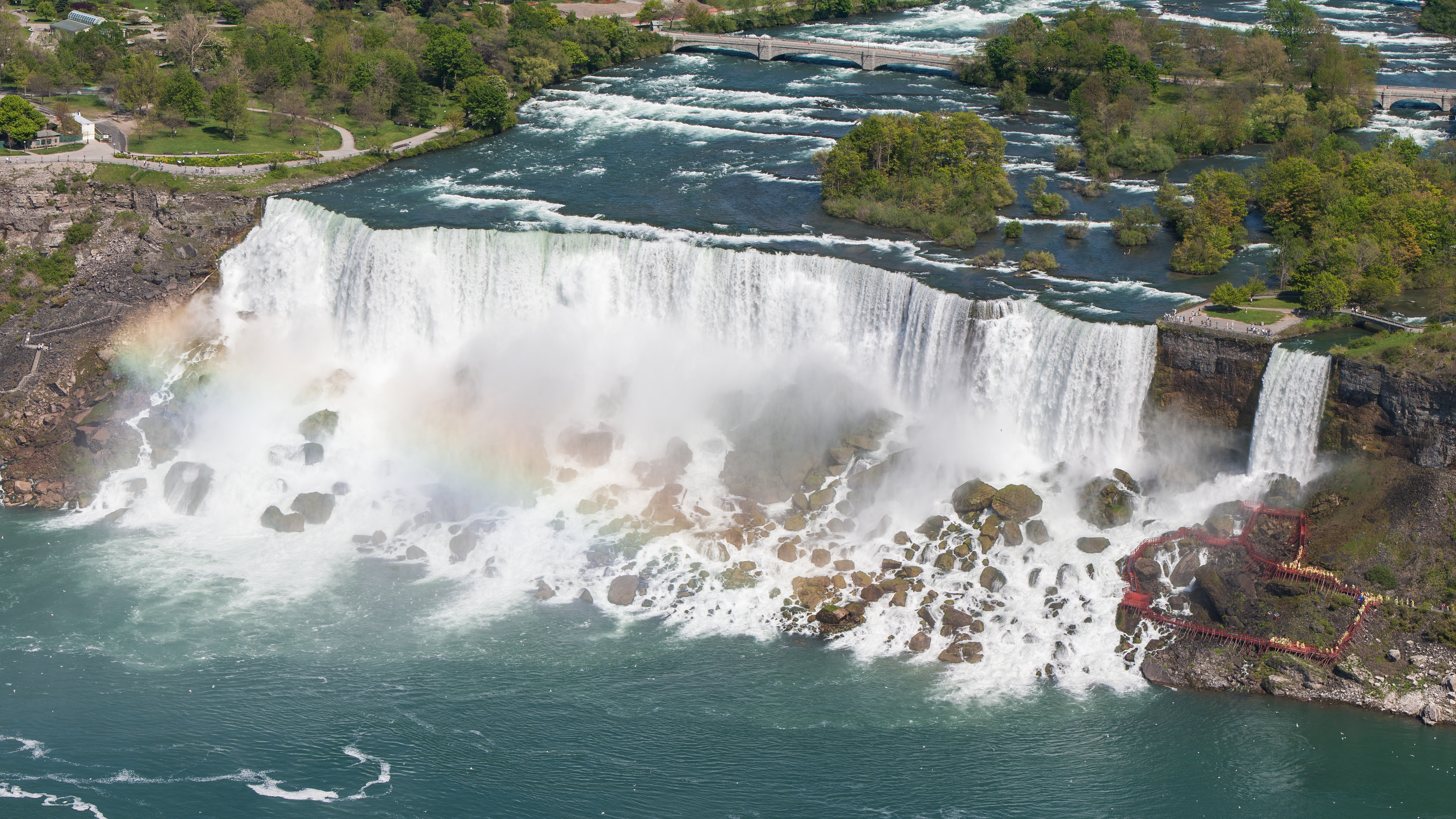
Thác Niagara, Mỹ
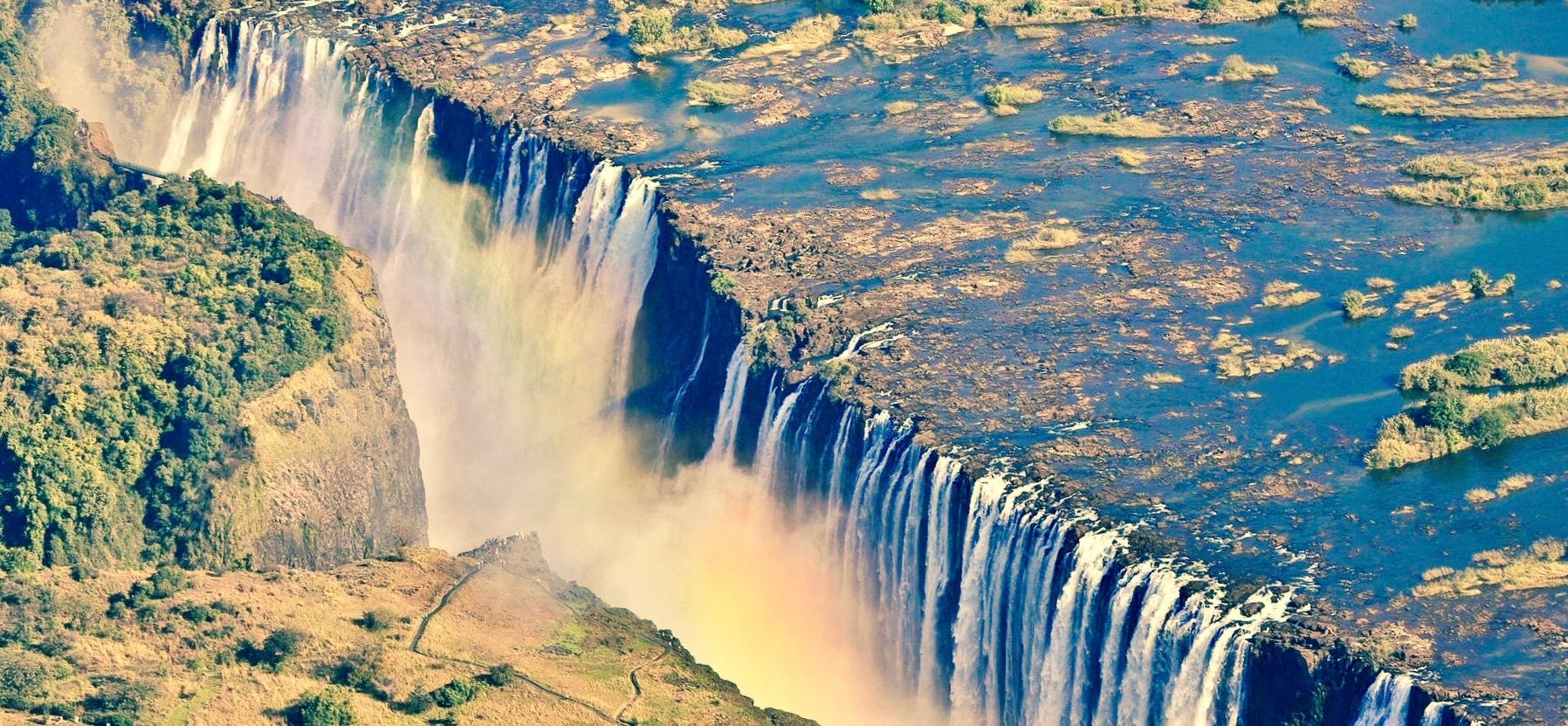
Thác Victoria  tại biên giới Zambia và Zimbabwe
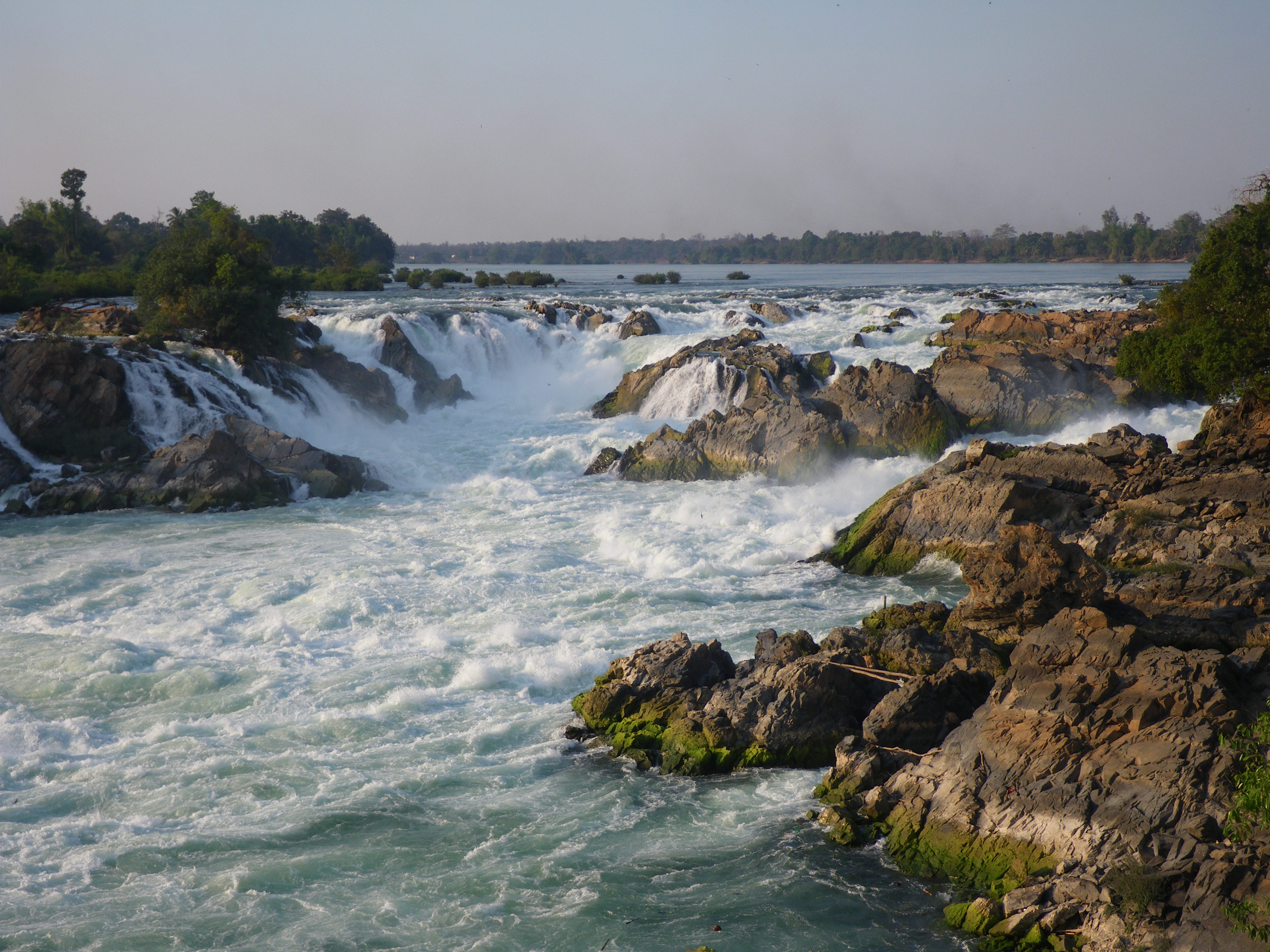
Thác Khone Phapheng, Nam Lào
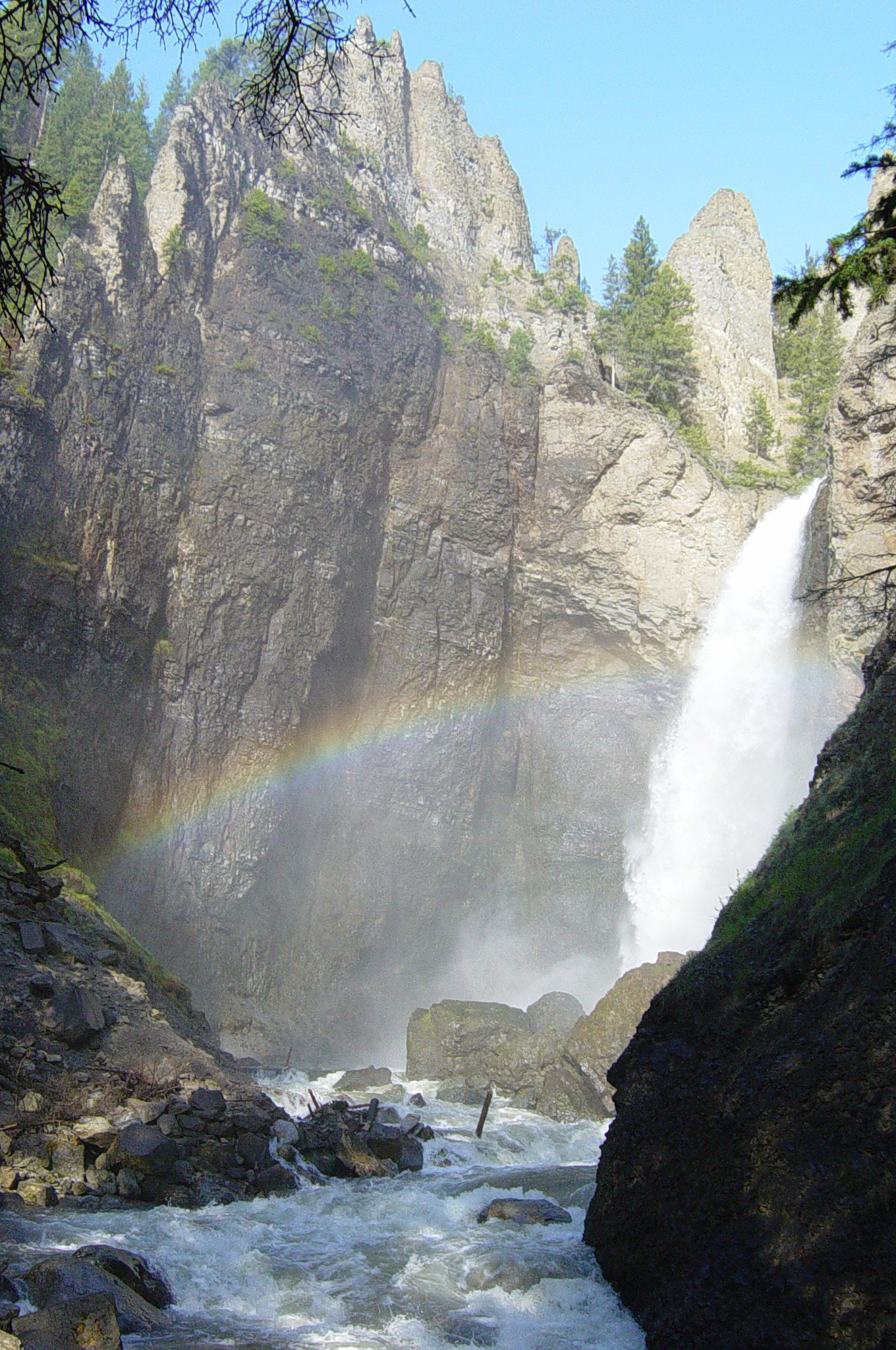
Tower Fall ở Vườn quốc gia Yellowstone, Mỹ
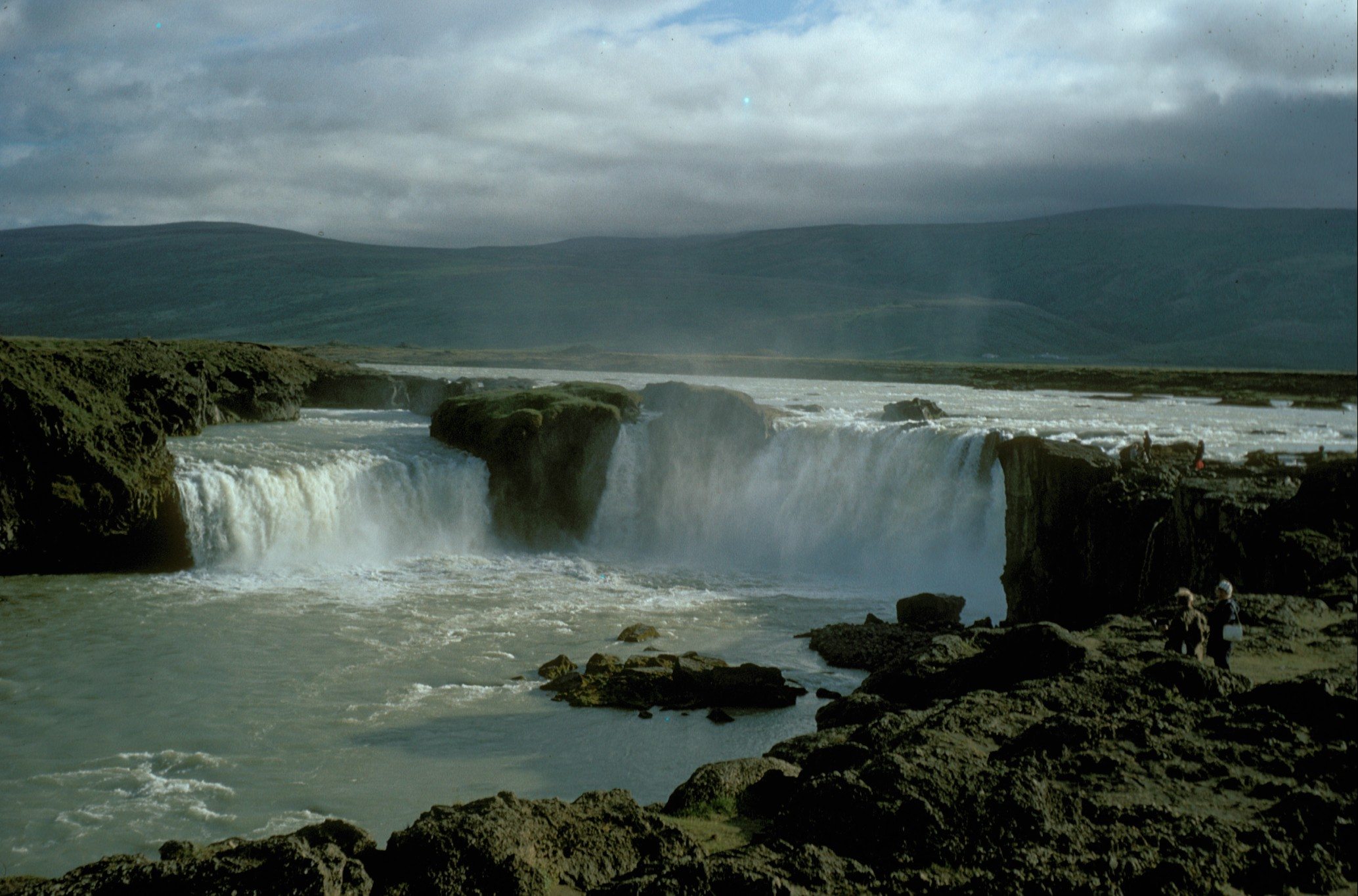
Godafoss ở Iceland
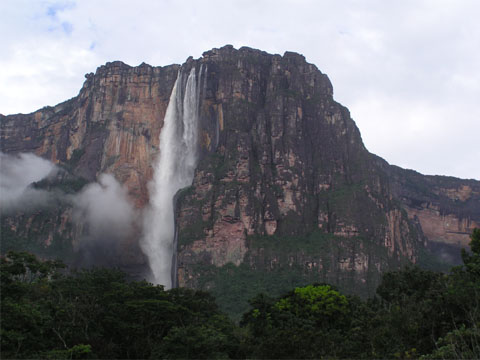
Thác Angel, Venezuela
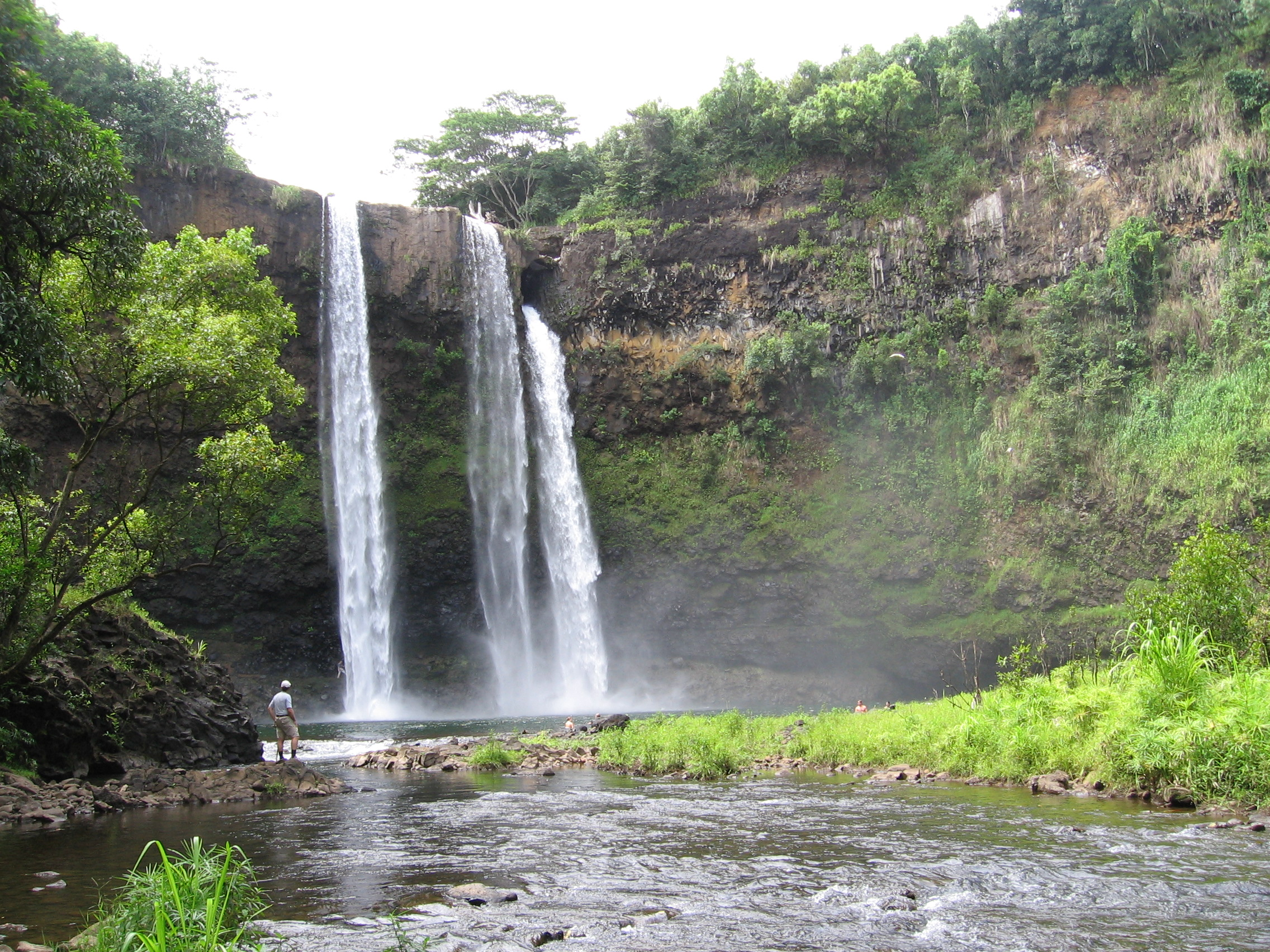
Wailua Falls ở Hawaii, Mỹ
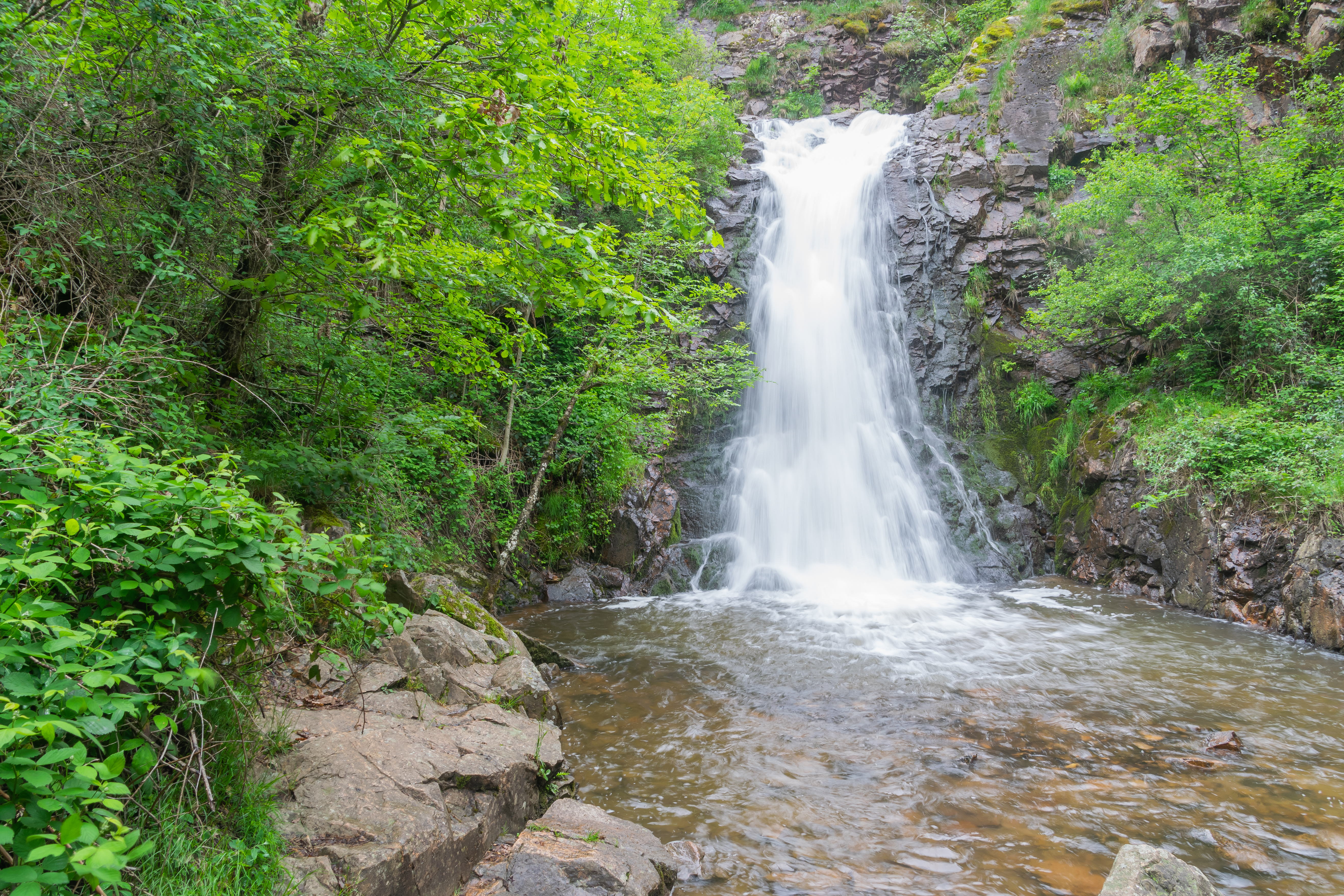
Thác Palanges ở Rừng Palanges, Aveyron, Pháp
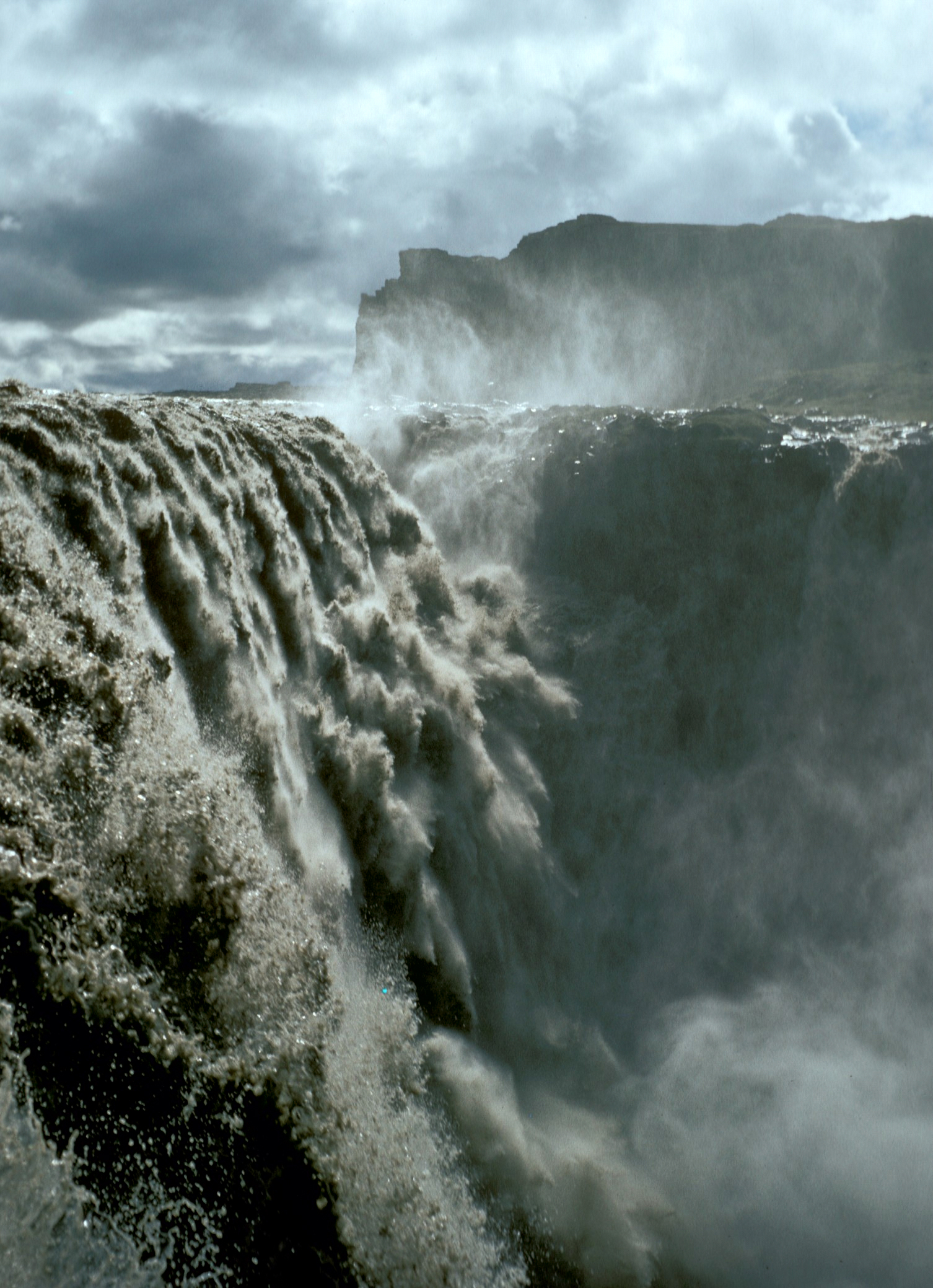
Dettifoss ở Iceland
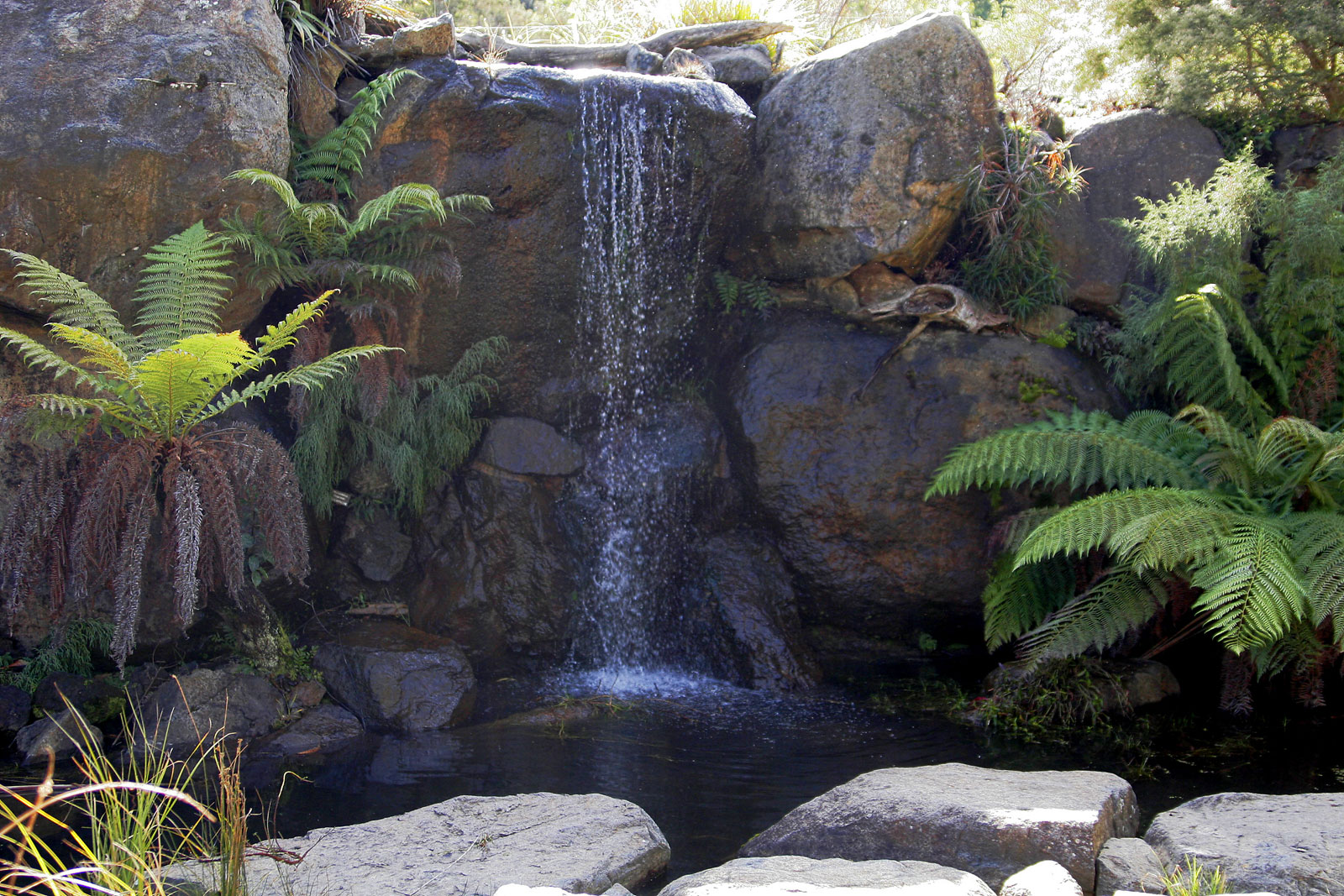
Một thác nước nhân tạo nhỏ ở Công viên Quốc gia Botanic ở Canberra, Úc
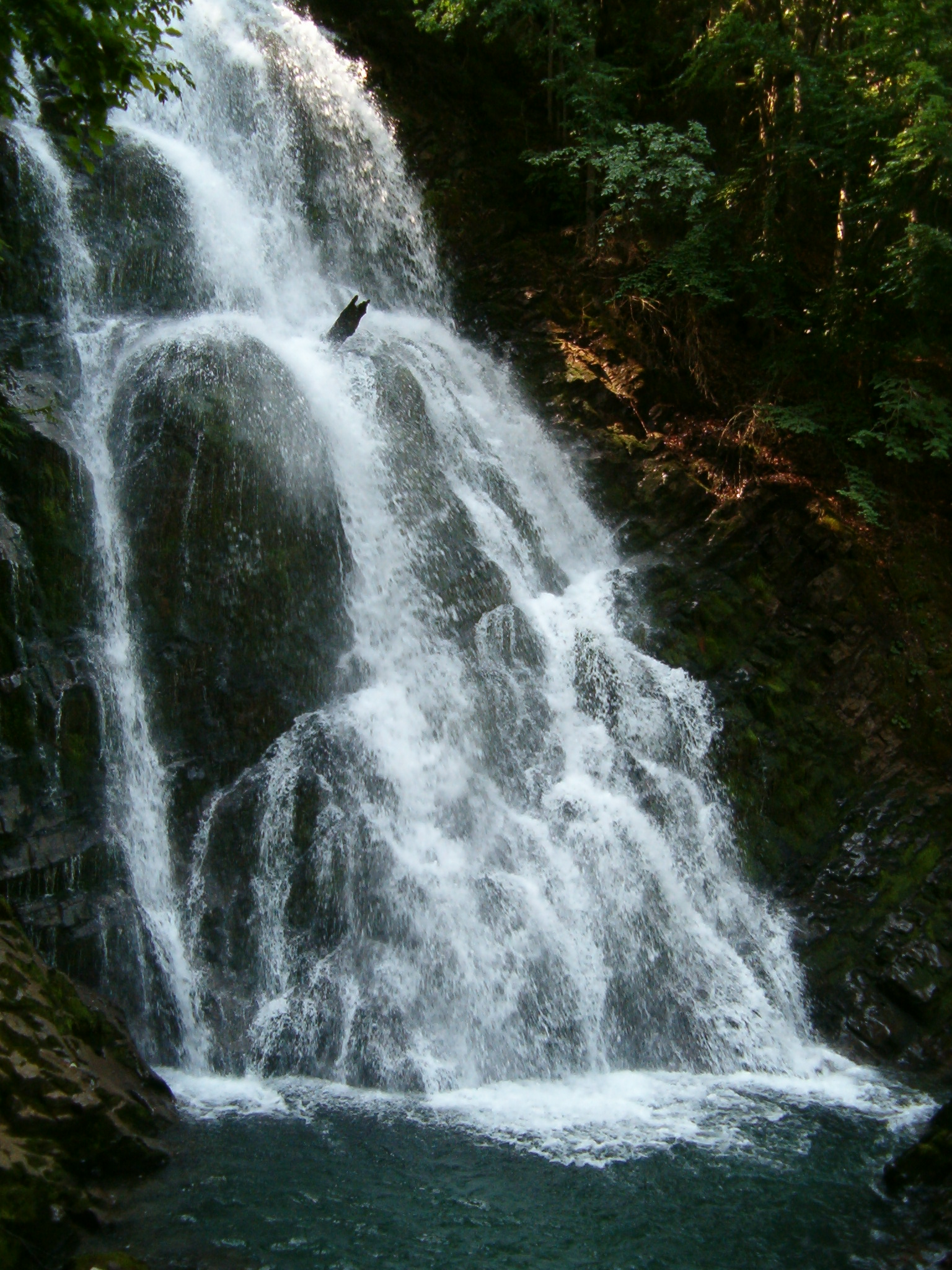
Thác nước gần Brienzersee, Thụy Sĩ
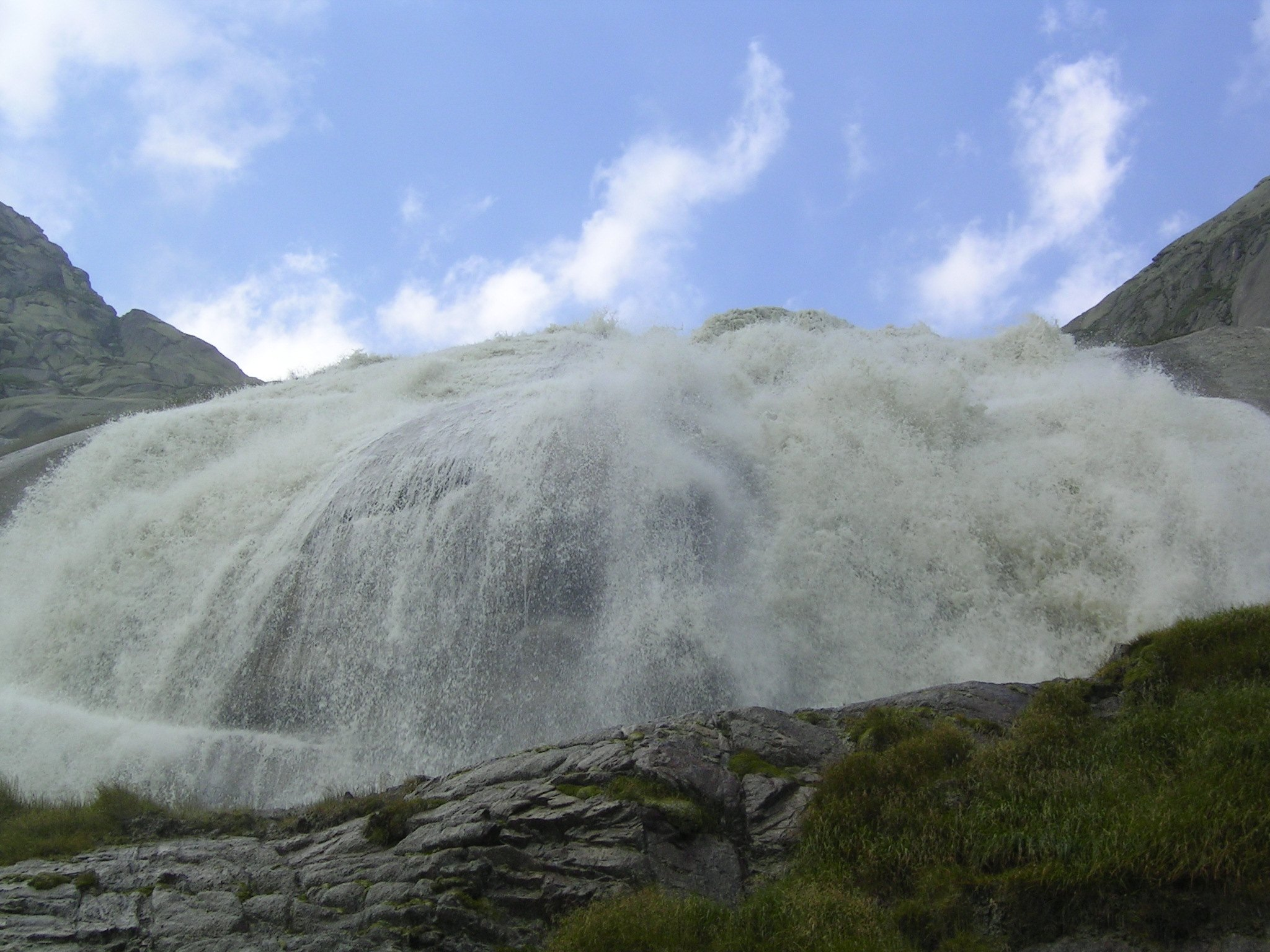